# Monkeystone Games
Monkeystone Games, Inc. war ein unabhängiges US-amerikanisches Computerspiel-Entwicklungsstudio und Publisher mit Sitz in Quinlan (Texas). Das von den bekannten Spieleentwicklern John Romero und Tom Hall gemeinsam mit Brian Moon und Stevie Case gegründete Unternehmen konzentrierte sich auf die Entwicklung von Spielen für tragbare Multimediageräte und Handheld-Konsolen wie den Pocket PC, Game Boy Advance, Mobiltelefone und PDAs.

## Unternehmensgeschichte
Gegründet wurde Monkeystone Games Mitte des Jahres 2001, wenige Monate nachdem Hall, Romero und Case das Entwicklungsunternehmen Ion Storm verlassen hatten. Moon war zuvor Chief Financial Officer der Ensemble Studios. Einer der Gründe für die Gründung eines solch kleinen Unternehmens bestand für Romero darin, dass er hier gemeinsam mit seinem Freund Hall und seiner damaligen Lebensgefährtin Case eng an gemeinsamen Projekten arbeiten konnte und im Gegensatz zu seiner Tätigkeit bei Ion Storm auch wieder unmittelbar an der Programmierung der Software beteiligt war. Da das Unternehmen relativ klein war, übernahmen die Gründer jeweils mehrere Aufgaben in der Unternehmensführung und der Spieleentwicklung. Durch die Bekanntheit Romeros und Halls in der Spielebranche erzielte die Gründung dort ein breites Medienecho.
Die Veröffentlichungen umfassten sowohl Eigenentwicklungen als auch Portierungen bekannter Spiele auf mobile Spieleplattformen. Unter anderem arbeitete man hierzu mit dem Publisher THQ und dessen Abteilung THQ Wireless zusammen.
Das erste Monkeystone-Spiel war Hyperspace Delivery Boy, das im Dezember 2001 für den Pocket PC veröffentlicht wurde. Es folgten Portierungen für Microsoft Windows, Mac OS X, Linux und Game Boy Advance. Als zweite Eigenentwicklung folgte das Puzzle-Spiel Congo Cube, das ursprünglich für Windows entwickelt und später auf Pocket PC, J2ME-Mobiltelefone und BREW-Mobiltelefone portiert wurde.
Ein weiterer Erfolg war die Umsetzung des Ego-Shooters Red Faction für Nokias N-Gage. Das im Auftrag von THQ entwickelte Spiel war der erste Ego-Shooter für diesen Handheld und wurde im Oktober 2003 fertiggestellt. Neben den Eigenentwicklungen war Monkeystone Publisher für Titel wie Argentum, Rocket Elite, Bust Em und Night Shift.
Bereits im Jahr 2002 verließ Brian Moon das Unternehmen wieder, gefolgt von Stevie Case, die Monkeystone Mitte 2003 verließ, nachdem ihre Beziehung mit Romero zerbrochen war. Nachdem das Spiel Red Faction fertiggestellt worden war, wechselten die verbleibenden Gründer Romero und Hall im Oktober desselben Jahres zu Midway Games, woraufhin das Entwicklungsstudio von Lucas Davis weitergeführt wurde. Später wurde der Rest des Monkeystone-Teams ebenfalls in die Entwicklung von Romeros und Halls Midway-Projekt Area 51 einbezogen. Im Januar 2005 wurde das zwischenzeitlich nur noch von einer Person verwaltete Unternehmen letztendlich aufgelöst.

## Spiele
- 2002: Hyperspace Delivery Boy! (Pocket PC, GBA, Linux, Windows)
- 2002: Baseball Mogul 2003 (Pocket PC)
- 2003: Congo Cube (BREW, J2ME, Windows)
- 2003: Red Faction (N-Gage)
- 2003: Dig It! (BREW)
- 2003: Jewels and Jim (BREW)
- 2004: Cartoon Network Block Party (GBA)